# إنريكي دي أغيليرا إي غامبوا
إنريكي دي أغيليرا إي غامبوا، ماركيز سيرالبو السابع عشر (1922-1845)، عالم آثار إسباني وسياسي ينتمي إلى الحركة الكارلية.

## العائلة وفترة الشباب
ينحدر إنريكي دي أغيليرا إي غامبوا من عائلة أرستقراطية استقرت لقرون في مقاطعة سالامانكا، ومن الممكن تتبع أثر أسلافه إلى القرن الرابع عشر، وكان ذلك في عام 1533 عندما سمي جده الأعلى ماركيز من قبل كارلوس الأول. كان والده فرانسيسكو دي آسيس دي أغيليرا إي بيسيريل، مؤسس ومدير جيمنازيو ريل دي مدريد (كازون ديل بوين ريتيرو) وأصبح معروفًا بأنه يروج للتمارين الفيزيائية المدعومة بعدد من الآلات التي اخترعها بنفسه. تزوج إنريكي من ماريا لويزا دي غامبوا إي لوبيز دي ليون وأنجبا معًا 13 طفلًا.
أول ما درس إنريكي في مدريد كوليجيو دي لاس إسكويلياس بياس دي سان فرناندو. درس بعد ذلك الفلسفة والمراسلات والقانون في جامعة يونيفيرسيداد سنترال. مع وفاة والد إنريكي في عام 1867، اكتسب إنريكي بصفته الابن الأكبر الحي لقب كوندي دي فيلالوبوس، اللقب الذي ضمن له مكانة بين أرستقراطي الطبقة الوسطى وأكسبه وضعًا ماليًا مريحًا. تغير موقعه بشكل دراماتيكي مع أوائل سبعينيات القرن التاسع عشر، بعد وفاة اثنين من أعمامه اللذين لم ينجبا أطفالًا وموت جده لأبيه، خوسيه دي أغيليرا إي كونتريراس، ليصبح إنريكي بذلك الذكر الأكبر في السلالة. ورث إنريكي لقب ماركيز دي سيرالبو إلى جانب العديد من الألقاب الأرستقراطية، وتنازل عن البعض منها لأخوته. أصبح إنريكي بفضل حصانة لقب ماركيز دي سيرالبو وكوندادو دي آلكوديا، نبيل إسباني مزدوج في إسبانيا. ورث إنريكي أيضًا جزءًا من ثروة جده الهائلة، التي تضمنت عددًا من العقارات في جنوب ليون وفيلا دي سيرالبو وقصر سان بوال في سالامانكا. رفع هذا الإرث إنريكي إلى أعلى رتب النبالة الإسبانية وضمن له رخاءً مدى الحياة. ضاعف إنريكي ثروته لاحقًا من خلال الزواج والاستثمارات الحذرة في البورصة وأعمال السكك الحديدية، بالإضافة إلى ورثته لجزء من ثروة الماركيز دي مونروي، الأمر الذي سمح له بشراء عقارات جديدة في مدريد وسانتا ماريا دي ويرتا وفي مونروي.
في عام 1871, تزوج إنريكي والدة زميلته في الجامعة، مانويلا إنوسينسيا سيرانو إي سيرفير من فالنسيا، تكبره بثلاثين عام وأرملة العسكري والسيناتور أنطونيو ديل فالي أنجيلين. فأدخلت مانويلا أطفالها من زواجها السابق إلى الأسرة. بعد ذلك مباشرة، سافر الزوجان طويلًا وقاما بعد ذلك بتأسيس مسكن العائلة في مدريد. انتقلت العائلة في عام 1893 إلى بناء مكتمل حديثًا في كالي فينتورا رودريغيز، ومصمم وفق أسلوب انتقائي من قبل مهندسي عمارة معروفين وكان مقرر له أن يكون منذ البداية معرضًا فنيًا، يشبه إلى حد كبير بيناكوثيكا الخاص الذي شوهد في جميع أنحاء أوروبا. عرف المبنى -الذي يشار إليه عادة كقصر- لاحقًا كمكان مرموق للقاءات الاجتماعية، التي بلغ عنها في اليوم التالي من قبل صحافة مدريد، وموقعًا للمحافل السياسية. أما الزوجان فلم يكن لهما أي علاقة بكل ذلك. 

## السنوات الكارلية المبكرة
على الرغم من بقاء أسلافه مخلصين للملكة إيزابيل الثانية، إلا أن والدة إنريكي هي من أثر عليه ليتجه نحو الكارلية، وتعزز هذا الميل خلال سنوات الجامعة. بالنسبة لإنريكي فلطالما كان هو نفسه كارليًا وانضم إلى هذه الحركة في عام 1869، في نفس العام الذي تأسست فيه جماعة الشباب الكاثوليك التابعة للحركة. بوصفه كوندي دي فيلالوبوس، ترشح إنريكي إلى انتخابات البرلمان عام 1871 من مدينة سيوداد رودريغو دون جدوى، لكنه حصل على التفويض في الانتخابات المتتالية عام 1872 من ليديسما.
استمرت فترة خدمة أنريكي نحو الشهرين، وذلك لأنه قبل قيام العصيان المخطط له أمر المدعي العام نوابه بالاستقالة. لا يوجد أي دليل على مشاركة إنريكي دي أغيليرا في الحرب الكارلية الثالثة ونفيه بعد ذلك، ومع ذلك فإن المسألة ليست واضحة بالكامل. قدم إنريكي عام 1876 في باريس بصفته ماركيز إلى كارلوس السابع. وقد طور الاثنان علاقة ودية عميقة تقارب شكل العلاقة الشخصية. تبين أن دي سيرالبو –إلى جانب سولفيرنو- أحد اثنين من نبلاء إسبانيا اللذين أيدا الكارلية وأصبحا بشكل تلقائي أحد أكثر شخصياتها تميزًا.